# Saint Lucia na Mistrzostwach Świata w Lekkoatletyce 2017
Saint Lucia na Mistrzostwach Świata w Lekkoatletyce 2017 – reprezentacja Saint Lucia podczas Mistrzostw Świata w Londynie liczyła 1 zawodnika, który nie zdobył medalu.

## Skład reprezentacji
| Zawodniczka    | Konkurencja | Kwalifikacje | Kwalifikacje | Finał | Finał   |
| Zawodniczka    | Konkurencja | Wynik        | Pozycja      | Wynik | Pozycja |
| -------------- | ----------- | ------------ | ------------ | ----- | ------- |
| Levern Spencer | skok wzwyż  | 1,89         | 13.          | NQ    | NQ      |